# Christian Brévignon
Christian Brévignon  est un entomologiste français.

## Parcours
Directeur adjoint du Service régional de Guadeloupe de Méteo France.
Theope brevignoni, présent en Guyane a été  nommé ainsi par Gallard en son honneur en 1996.

## Publications
- Papillons diurnes des Antilles, 2003   (ISBN 2-912300-71-1)
- Atlas climatique : L'environnement atmosphérique de la Guadeloupe, de Saint-Barthélemy et Saint-Martin, 2005
- Lépidoptères de Guyane - Tome 3 - Rhopalocères 2, 2008

## Espèces décrites
- Riodinidae
  - Argyrogrammana johannismarci Brévignon, 1995
  - Argyrogrammana sebastiani Brévignon, 1995
  - Calospila antonii Brévignon, 1995
  - Calospila gallardi Brévignon, 1995
  - Calydna stolata Brévignon, 1998;
  - Euselasia eustola wacapu C. Brévignon, 1996
  - Euselasia inini Brévignon, 1996
  - Euselasia manoa Brévignon, 1996
  - Euselasia saulina Brévignon, 1996
  - Euselasia zena hermieriBrévignon, 1997;
  - Mesene patawa Brévignon, 1995
  - Mesosemia ackeryi Brévignon, 1997
  - Mesosemia teulem Brévignon, 1995
  - Nymphidium callaghani Brévignon, 1999
  - Sarota miranda Brévignon, 1998;
  - Esthemopsis crystallina Brévignon & Gallard, 1992
  - Euselasia scotinosa matouryensis Brévignon et Gallard, 1993
  - Argyrogrammana talboti Brévignon & Gallard, 1998
  - Argyrogrammana sublimis Brévignon & Gallard, 1995
  - Esthemopsis crystallina Brévignon & Gallard, 1992
  - Livendula jasonhalli (Brévignon & Gallard, 1999)
  - Menander thalassicus Brévignon & Gallard, 1992
  - Nymphidium guyanensis Gallard & Brévignon, 1989
  - Theope caroli Brevignon, 2011;
  - Theope christophi rorota Brevignon, 2011;
  - Theope ebera Brevignon, 2011;
  - Theope ernestinae Brevignon, 2011;
  - Theope fernandezi Brevignon, 2011;
  - Theope foliolum Brevignon, 2011;
  - Theope fracisi Brevignon, 2010;
  - Theope galionicus Gallard & Brévignon, 1989;
  - Theope johannispetreus Brevignon, 2010;
  - Theope lichyi Brevignon, 2011;
  - Theope martinae Brevignon, 2011;
  - Zelotaea alba Gallard & Brévignon, 1989;
  - Zelotaea suffusca Brévignon & Gallard, 1993
  - Theope amicitiae Hall, Gallard & Brévignon, 1998
  - Theope rochambellus Brevignon, 2010;
  - Theope saphir Brevignon, 2009;
  - Theope zafaran Brevignon, 2011;
- Pieridae
  - Enantia aloikea Brévignon, 1993;

- Nymphalidae
  - Heliconius lalitae Brévignon, 1996;
  - Magneuptychia murrayae  Brevignon, 2005;
  - Philaethria andrei Brevignon, 2002;